# ماريو باتلر
ماريو باتلر (بالإنجليزية: Mario Butler)‏ هو لاعب كرة قدم أمريكية أمريكي، ولد في 20 أكتوبر 1988 في جاكسونفيل في الولايات المتحدة.

## وصلات خارجية
- ماريو باتلر على موقع مرجع كرة القدم المحترفة.كوم (الإنجليزية)